# Russie européenne

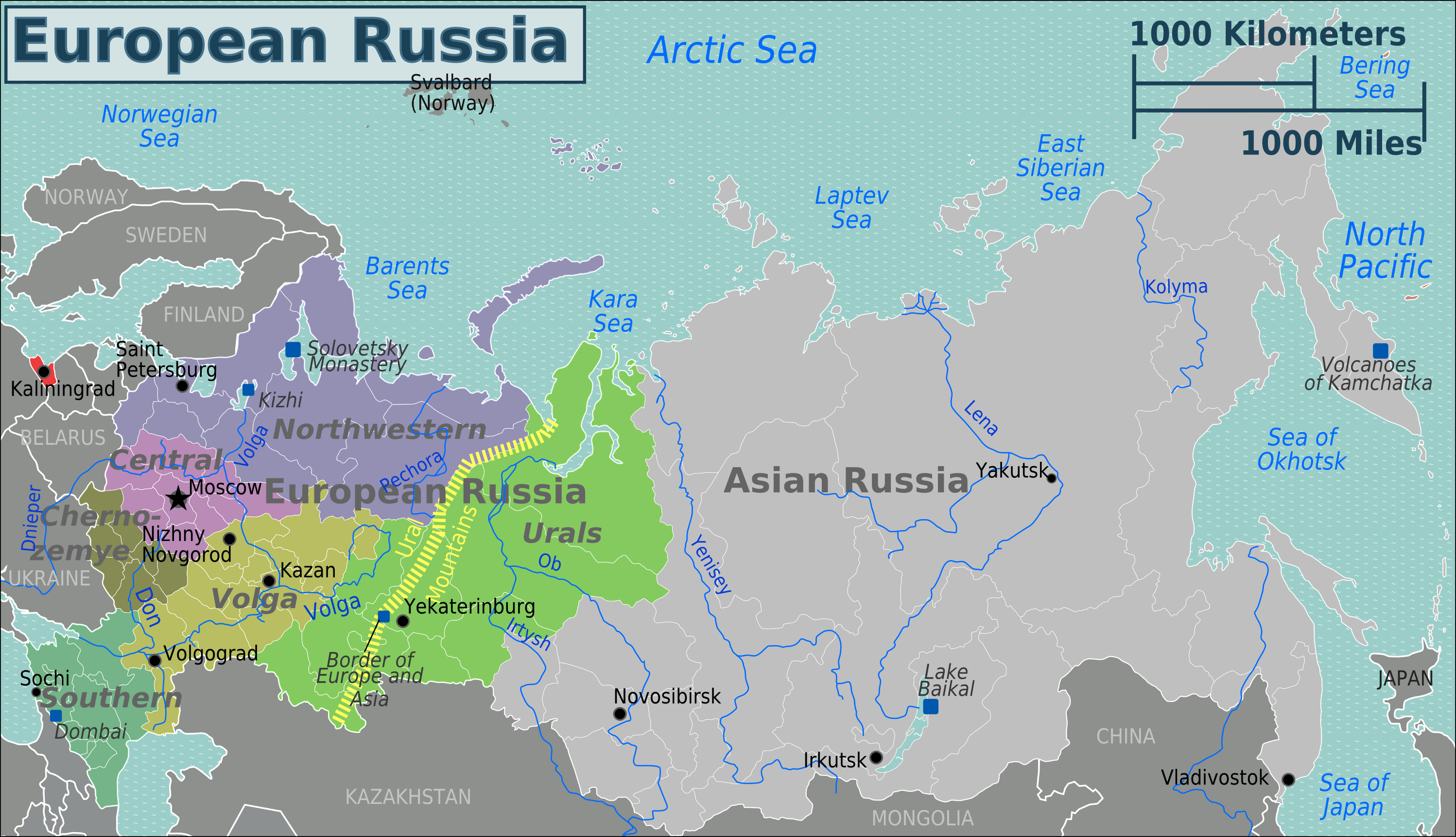
Carte de la Russie.

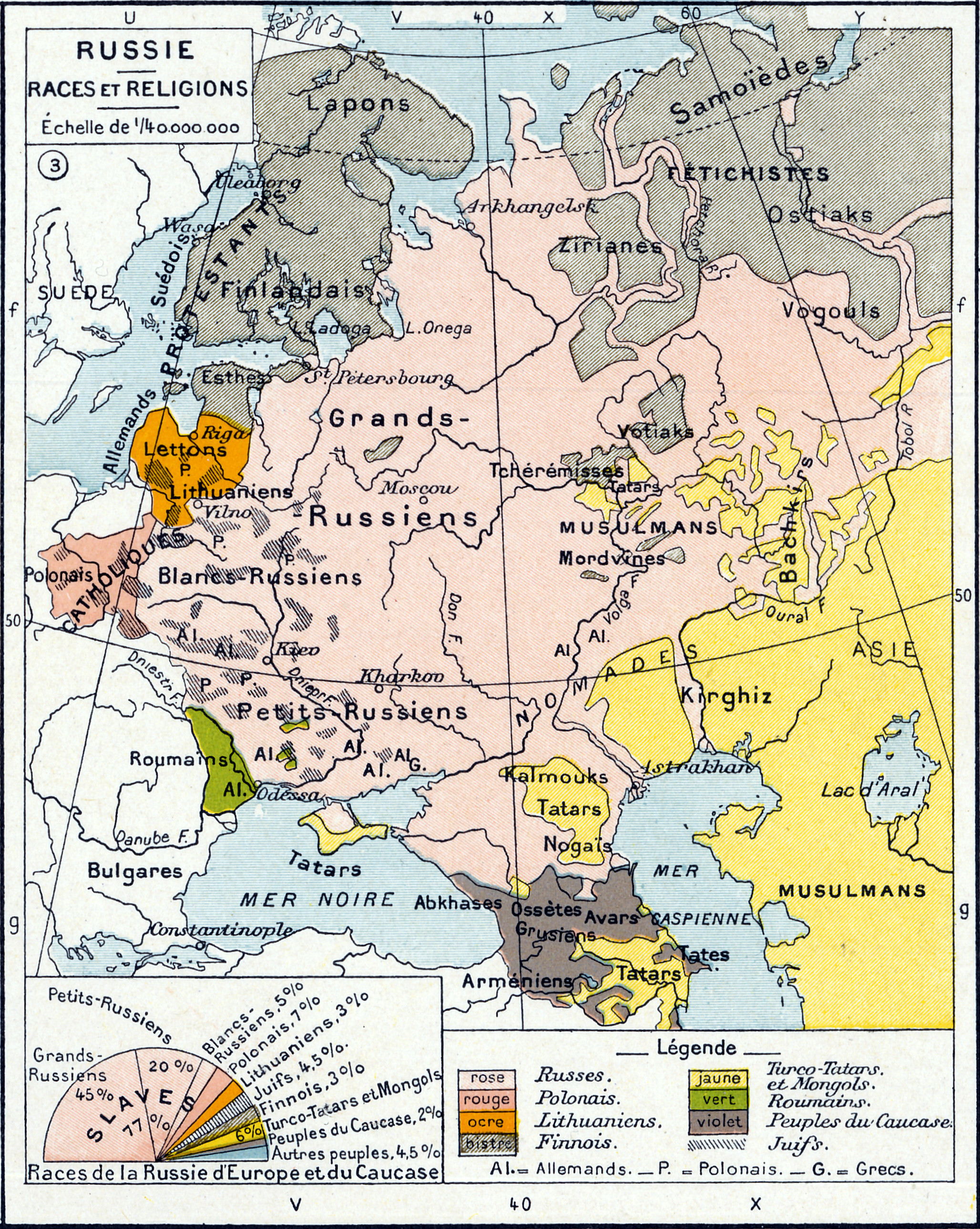
Carte ethnique de l'Empire russe européen avant la Première Guerre mondiale.

La notion de Russie européenne (aussi appelée Russie d'Europe, Russie occidentale ou Russie centrale) fait référence aux régions occidentales de Russie, pays transcontinental eurasiatique, qui se trouvent sur le continent européen, par opposition à la Russie asiatique.

## Géographie
La Russie européenne couvre une superficie d'environ 3 960 000 km2, soit un petit quart du territoire de la fédération de Russie, et représente environ 40 % de la péninsule européenne.
Ses limites géographiques sont représentées à l'est par l'Oural, au sud-est par la frontière avec le Kazakhstan, au sud par la mer Caspienne et le Caucase, à l'ouest par les frontières avec l'Ukraine, la Biélorussie, la Lituanie, la Lettonie, l'Estonie et la mer Baltique, au nord-ouest par la Finlande et au nord par l'océan Arctique. Elle compte également l'enclave constituée par l'oblast de Kaliningrad, entre la Pologne et la Lituanie.
Malgré l'étendue de son territoire plus vaste que l'Inde, la Russie d'Europe ne compte qu'un seul fuseau horaire (UTC+03:00) à l'exception de l'oblast de Kaliningrad (UTC+02:00).

## Démographie
Cette partie de la Russie compte 78 % de la population du pays, soit 110 millions d'habitants, avec une densité moyenne de 27 hab./km2 , et de grandes villes, dont notamment les deux plus peuplées de Russie, Moscou et Saint-Pétersbourg. Les 22 % restants de la population russe vivent dans la partie asiatique du pays, qui correspond à toute la Sibérie, plus l'Extrême-Orient russe, l'ensemble de ces espaces vastes en même temps que plus ou moins désertiques équivalant précisément non à l'une de ces deux entités mais à l'Asie du Nord ou septentrionale et s'étendant sur ce qui représente les trois quarts du territoire national, bien qu'avec une densité moyenne de 2,5 hab./km2. D'autres découpent l'Asie en régions sans définir une seule région du continent à partir de frontières russes, et incluent Mongolie et Mandchourie en Asie septentrionale.

## Histoire
L'expression « Russie européenne » a été utilisée par l'Empire russe pour se référer notamment aux territoires slaves orientaux sous contrôle russe, dont la Biélorussie et la majeure partie de l'Ukraine.

## Subdivisions

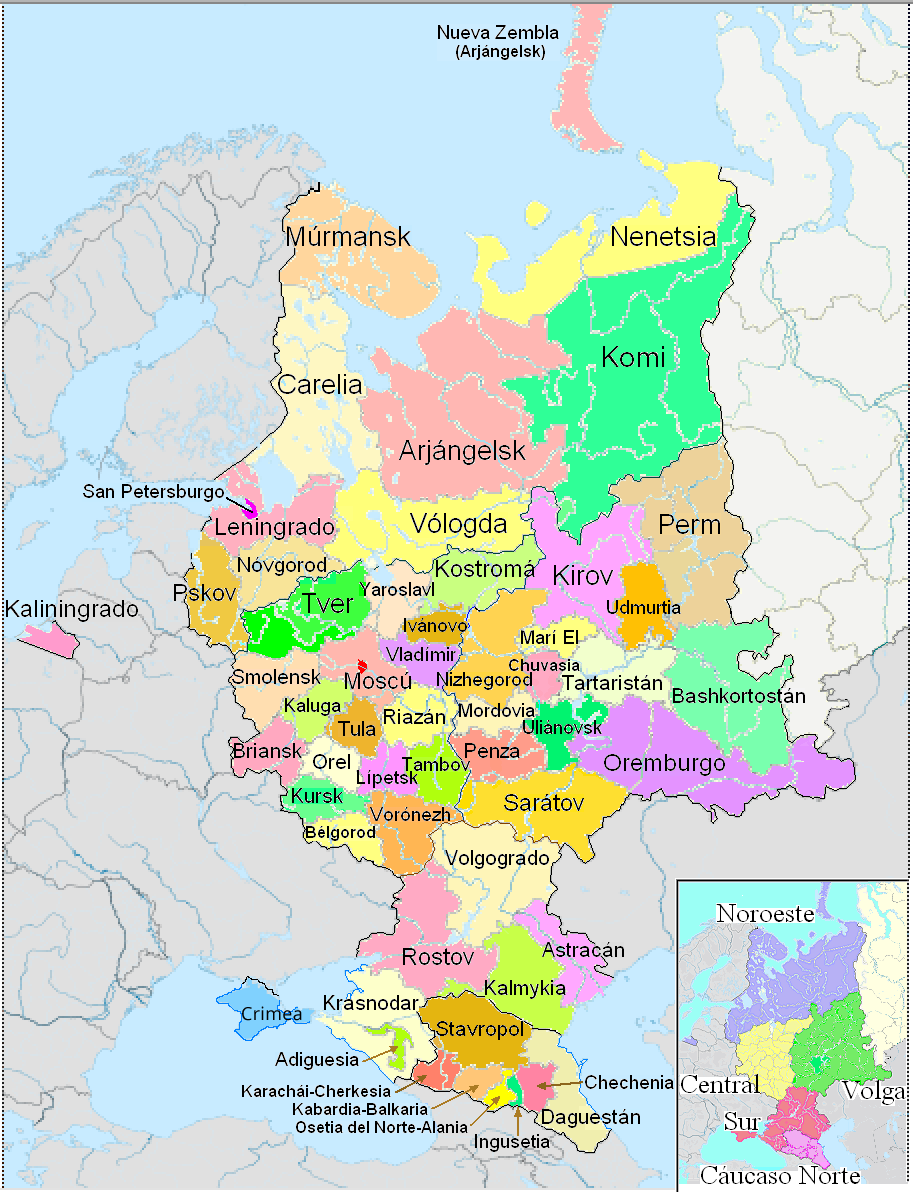
Les sujets fédéraux de Russie européenne.

- District fédéral du Nord-Ouest (Saint-Pétersbourg)
  - Oblast de Kaliningrad
  - Oblast de Léningrad, Saint-Pétersbourg (Ville fédérale de Russie)
  - Oblasts de Novgorod, de Pskov
  - Oblasts de Mourmansk, d'Arkhangelsk, de Vologda
  - Républiques de Carélie, des Komis
  - District autonome de Nénétsie

- District fédéral central (Moscou)
  - Oblast de Moscou, Moscou (Ville fédérale de Russie)
  - Oblasts de Belgorod, de Briansk, de Iaroslav, d'Ivanovo, de Kalouga, de Kostroma, de Kourskj, de Lipetsk, d'Orel, de Riazan, de Smolensk, de Tambov, de Tver, de Toula, de Vladimir, de Voronej

- District fédéral du Sud (Rostov-sur-le-Don)
  - Oblast d'Astrakhan, Oblast de Volgograd, Oblast de Rostov
  - Républiques d'Adyguée, de Kalmoukie
  - République autonome de Crimée
  - Kraï de Krasnodar, Sébastopol (Ville fédérale de Russie)

- District fédéral de la Volga (Nijni Novgorod, ex-Gorki)
  - Oblasts de Kirov, de Nijni Novgorod, d'Orenbourg, d'Oulianovsk, de Penza, de Samara, de Saratov
  - Kraï de Perm
  - Républiques de Bachkirie, des Maris, de Mordovie, d'Oudmourtie, du Tatarstan, de Tchouvachie

- District fédéral de l'Oural (Iekaterinbourg)
  - Oblasts de Kourgan, de Sverdlovsk, de Tcheliabinsk, de Tioumen
  - Districts autonomes d'Iamalie, des Khantys-Mansis

- District fédéral du Caucase du Nord (Piatigorsk)
  - Kraï de Stavropol
  - Républiques du Daghestan, d'Ingouchie, de Kabardino-Balkarie, de Karatchaïévo-Tcherkessie, d'Ossétie du Nord-Alanie, de Tchétchénie